# Somatochlora semicircularis
Somatochlora semicircularis är en trollsländeart som först beskrevs av Selys 1871.  Somatochlora semicircularis ingår i släktet glanstrollsländor, och familjen skimmertrollsländor. Inga underarter finns listade i Catalogue of Life.